# ألان نيلسون (لاعب كريكت)
ألان نيلسون (22 نوفمبر 1965 في المملكة المتحدة - ) (بالإنجليزية: Alan Nelson)‏ هو لاعب كريكت بريطاني. شارك مع منتخب أيرلندا للكريكت.

## وصلات خارجية
- ألان نيلسون على موقع إي آس بي آن كريك إنفو (الإنجليزية)